# Principio del contraddittorio
Il principio del contraddittorio, in diritto, è un principio giuridico nonché garanzia di giustizia secondo la quale nessuno può subire gli effetti di una sentenza, senza avere avuto la possibilità di essere parte del processo da cui la stessa proviene, ossia senza aver avuto la possibilità di un'effettiva partecipazione alla formazione del provvedimento giurisdizionale (diritto di difesa).
È un principio che implica quindi un confronto argomentativo tra posizioni o opinioni diverse, in condizioni di par condicio: come tale, nel Common law, presuppone la discovery, cioè - ad un certo momento del processo civile o penale - la libera accessibilità alle prove raccolte dalla controparte.

## Caratteristiche
La regolare costituzione del contraddittorio (audiatur et altera pars) è un principio fondamentale del processo civile, tributario, penale e amministrativo che scaturisce dall'articolo 111 della Costituzione Italiana, che così recita: ... ogni processo si svolge nel contraddittorio tra le parti....
In particolare, ciò significa che ciascuna parte deve essere messa in condizione di conoscere ogni richiesta e deduzione dell'altra parte e di formulare le proprie osservazioni in proposito.
Il principio del contraddittorio è così importante poiché consente a ciascuna delle parti di presentare alle altre e al giudice l'insieme dei dati ritenuti più idonei al sostegno della propria tesi, interloquendo su analoghi elementi presentati dalle altre parti. Tale concetto postula che alle parti sia riconosciuta una posizione di parità. Introduce quindi il concetto di parità delle armi, in ossequio al diritto di difesa (personale e tecnica), come è concesso il diritto di azione alla parte che instaura il giudizio.

## Nel diritto amministrativo
Il processo amministrativo di primo grado esige che il contraddittorio si instauri regolarmente con la notifica del ricorso all'autorità che ha emanato il provvedimento impugnato e ad almeno un controinteressato. Successivamente il ricorrente è tenuto a notificare il ricorso a tutti gli altri eventuali controinteressati.